# Outtake
 (novembre 2022).
Si vous disposez d'ouvrages ou d'articles de référence ou si vous connaissez des sites web de qualité traitant du thème abordé ici, merci de compléter l'article en donnant les références utiles à sa vérifiabilité et en les liant à la section « Notes et références ».
Un outtake est un anglicisme  de out (en dehors) et de take (prise) qui désigne une partie de ce qui a été retiré d'une œuvre. Ceci peut être dans différents domaines comme la musique et même les jeux. Les outtakes sont parfois inclus dans des rééditions d'album ou de films.

## Musique
Les outtakes sont souvent inclus, comme bonus, dans des rééditions. Des exemples sont les albums Anthology des Beatles ou les Bootlegs 1961-1991 de Bob Dylan qui sont des prises différentes qui n'avaient pas été utilisées pour les albums originaux.

## Films
Les outtakes sont généralement des scènes jugées non satisfaisantes pour être incluse dans la version finale ; ce nombre est largement supérieur au nombre de prises conservées dans les films.
Le film Don't Tell Everything a débuté comme outtake du Cœur nous trompe.
Il ne faut pas confondre avec le terme bêtisier (connus aussi sous les termes anglais blooper ou gag-reel) où des erreurs comiques de jeu ou de production sont ajoutées durant le générique ou en bonus aux DVD.